# 藤原宗永
藤原 宗永（ふじわら の むねなが、生没年不詳）は、平安時代末期の貴族。藤原北家秀郷流、藤原師重（紀伊権守）の子。通称、湯浅左近大夫。

## 生涯
「湯浅之住人藤原宗永」が、康和元年（1099年）頃にいたことが『粉河寺縁起』にみえる。長男の湯浅宗重は鎌倉幕府成立後、湯浅庄などを安堵され鎌倉御家人に列した。娘は同じ紀伊国内の鈴木重邦の妻となった。

## 系譜
藤原秀郷－千常－文脩－兼光－宗道－直道－師重
- 父:藤原師重
- 母:名前不詳
- 室:名前不詳
  - 男子:湯浅宗重
  - 女子:鈴木重倫母[1][2]